# Croquettes de Vinsobres

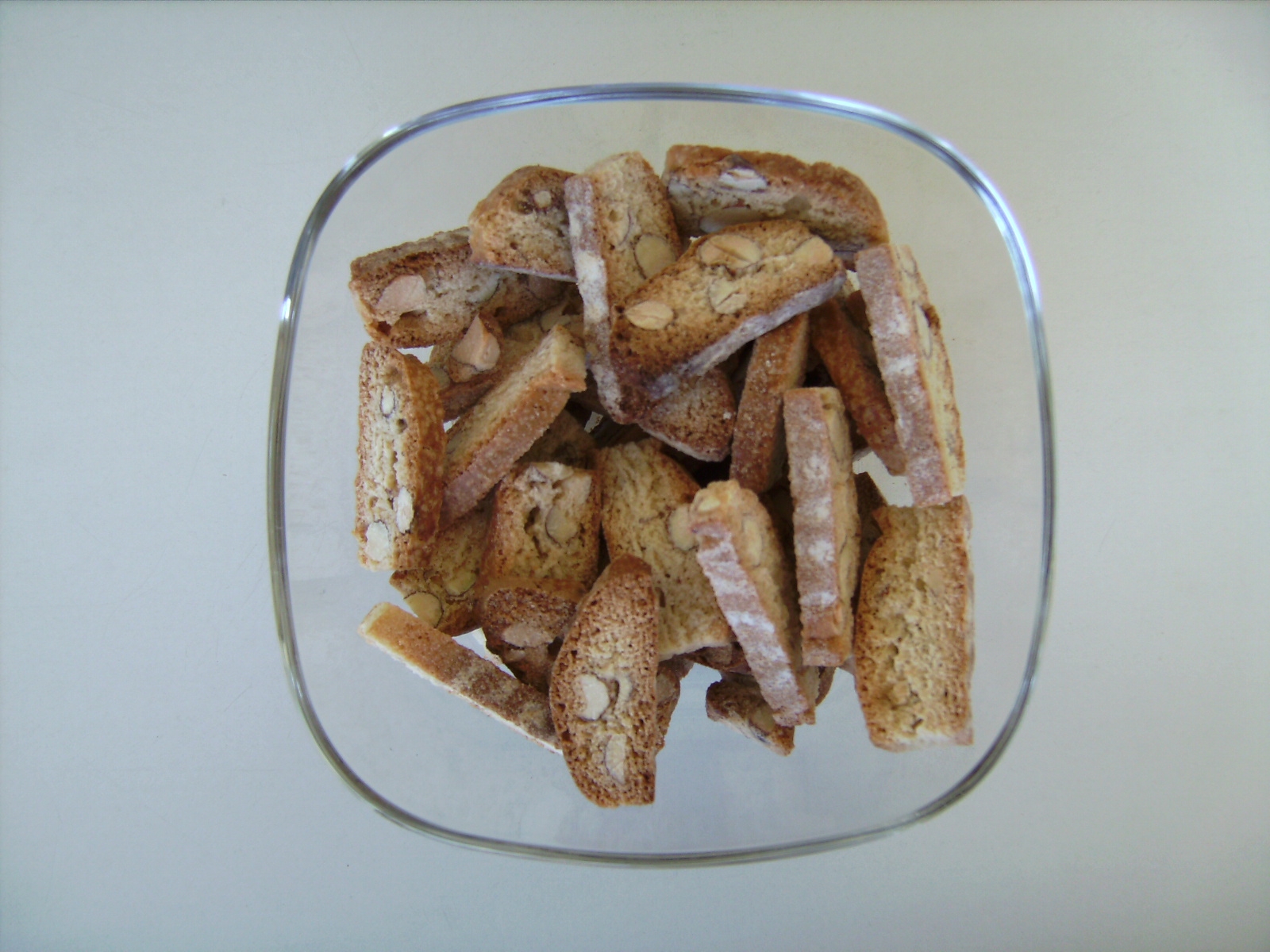
Croquettes de Vinsobres

Croquettes de Vinsobres wird ein gezuckertes, knuspriges Kleingebäck aus dem südfranzösischen Département Drôme genannt. Es wird aus Weizenmehl, Zucker, Eiern, Gewürzen (z. B. Vanille) und einem hohen Anteil von ganzen Mandeln hergestellt und ähnelt den aus der Gegend von Florenz bekannten Cantuccini (wobei sich die Art der Zubereitung jedoch etwas unterscheidet). 
Das Gebäck wurde 1908 von Henri Chauvet, dem Bäcker der Gemeinde Vinsobres bei Nyons, erfunden und wird in der Drôme Provençale und darüber hinaus häufig zum Kaffee gereicht.